# NGC 7768
NGC 7768 ist eine elliptische cD-Galaxie vom Hubble-Typ E2 im Sternbild Pegasus am Nordsternhimmel. Sie ist schätzungsweise 374 Millionen Lichtjahre von der Milchstraße entfernt und hat einen Durchmesser von etwa 175.000 Lichtjahren. Gemeinsam mit NGC 7765, NGC 7766 und NGC 7767 bildet sie die Galaxiengruppe Holm 818.
Die Supernova SN 1968Z wurde hier beobachtet.
Das Objekt wurde am 5. September 1828 von John Herschel entdeckt.